# Panagía Chrysafítissa (Monemvasia)
L’Église Panagía Chrysafítissa (grec moderne : Εκκλησία Παναγία Χρυσαφίτισσα, « Notre-Dame de Chryssafa », du nom d'un village de Laconie) ou église Notre-Dame, est une église de la ville basse de la cité de Monemvasia en Laconie dans le Péloponnèse en Grèce. 

## Description
Église de forme octogonale avec un dôme.

## Histoire
Cette église a été construite à l'époque ottomane.

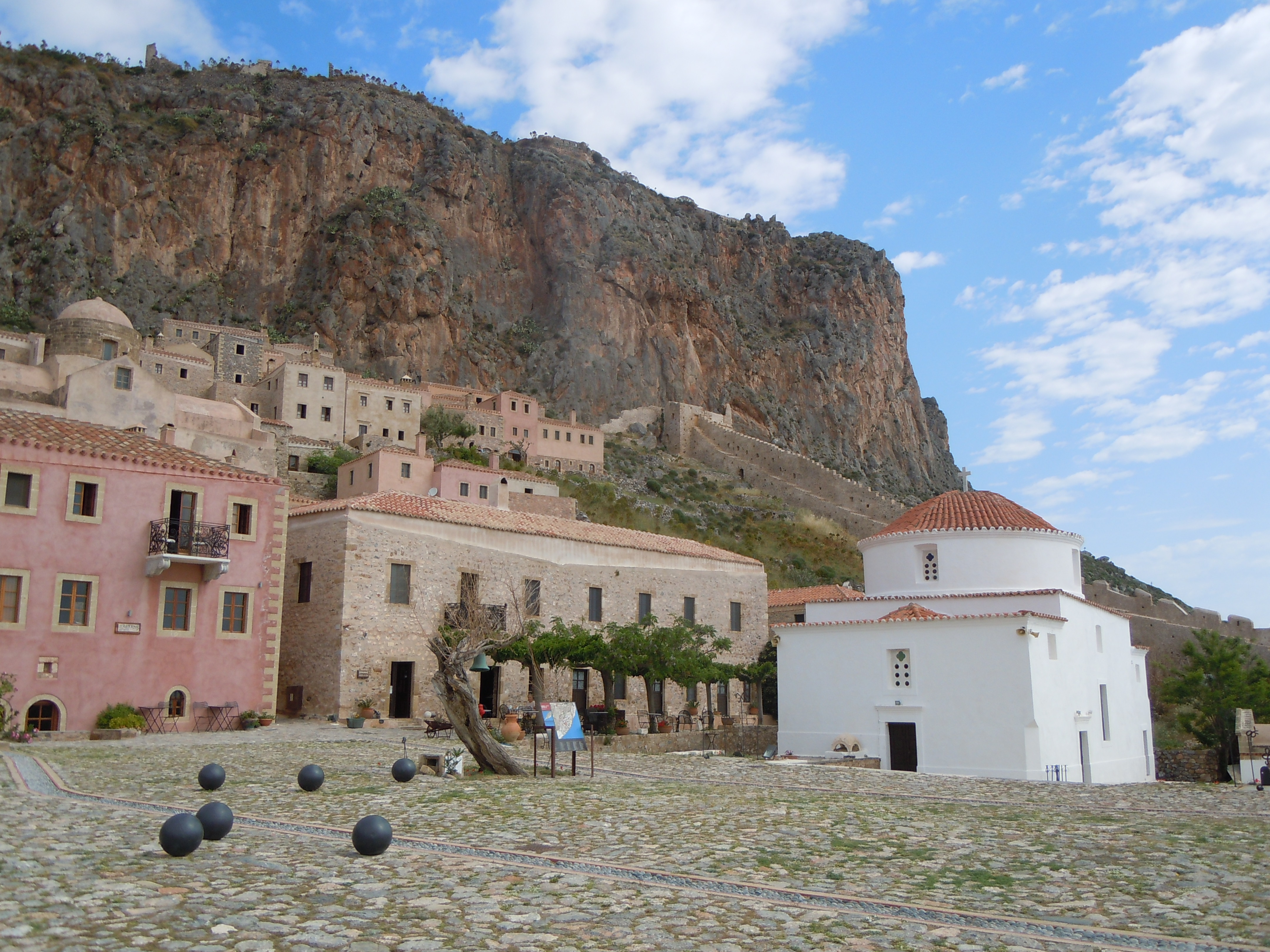
Vue de l'église à l'extrémité est de la ville basse.